# Reprezentacja Szkocji w rugby union mężczyzn
Reprezentacja Szkocji w rugby union mężczyzn – zespół rugby union, biorący udział w imieniu Szkocji w meczach i sportowych imprezach międzynarodowych, powoływany przez selekcjonera, w którym mogą występować wyłącznie zawodnicy posiadający obywatelstwo tego kraju, mieszkający w nim, bądź kwalifikujący się ze względu na pochodzenie rodziców lub dziadków. Za jego funkcjonowanie odpowiedzialny jest Szkocki Związek Rugby, członek FIRA-AER oraz IRB. Drużyna występuje w Pucharze Sześciu Narodów.

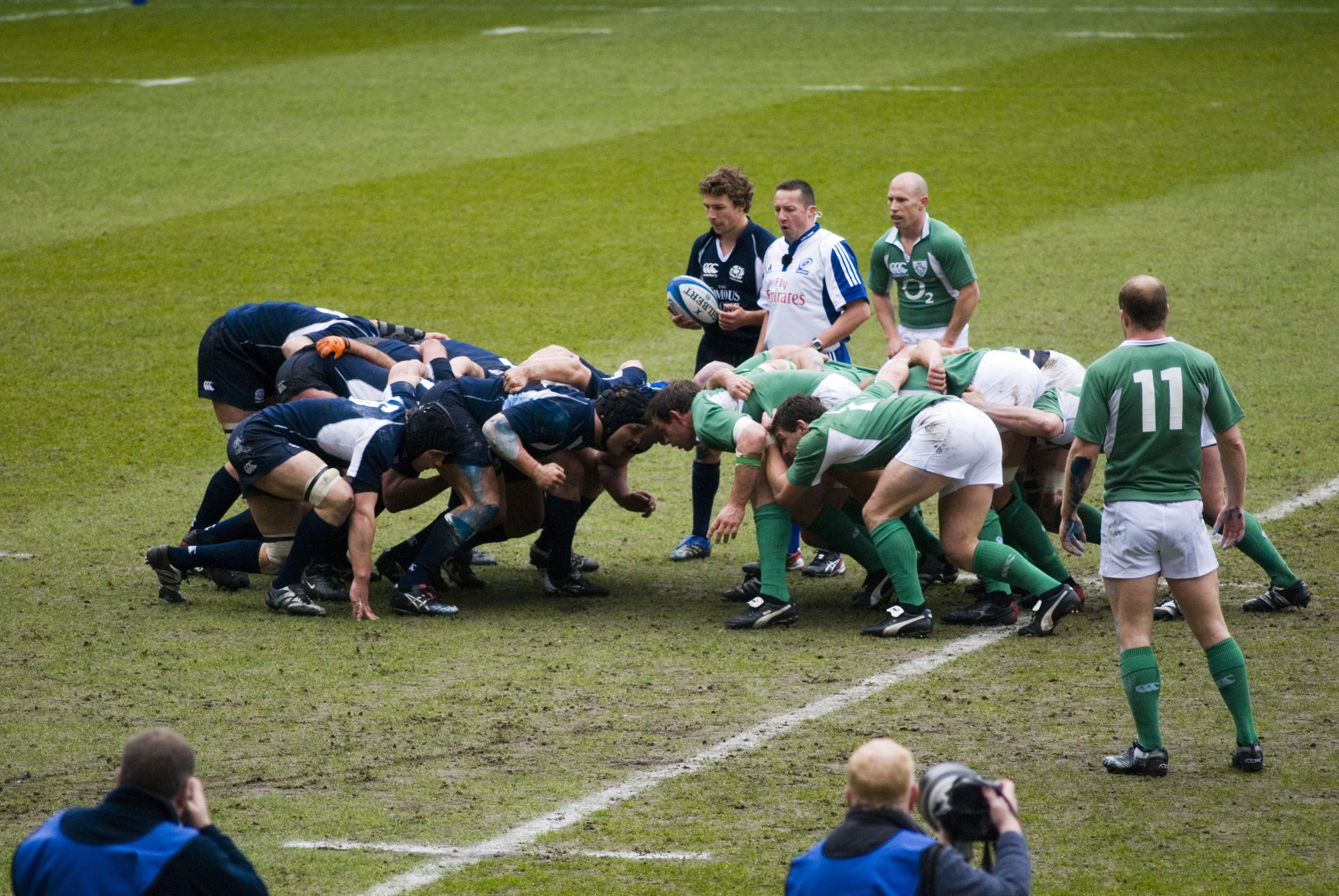
Młyn podczas spotkania –

## Udział wPucharze Świata
| 1987 | –     | Ćwierćfinał  |
| 1991 | Awans | IV miejsce   |
| 1995 | Awans | Ćwierćfinał  |
| 1999 | Awans | Ćwierćfinał  |
| 2003 | Awans | Ćwierćfinał  |
| 2007 | Awans | Ćwierćfinał  |
| 2011 | Awans | Faza grupowa |
| 2015 | Awans | Ćwierćfinał  |
| 2019 | Awans | Faza grupowa |
| 2023 | Awans | Faza grupowa |

## Stadion Murrayfield

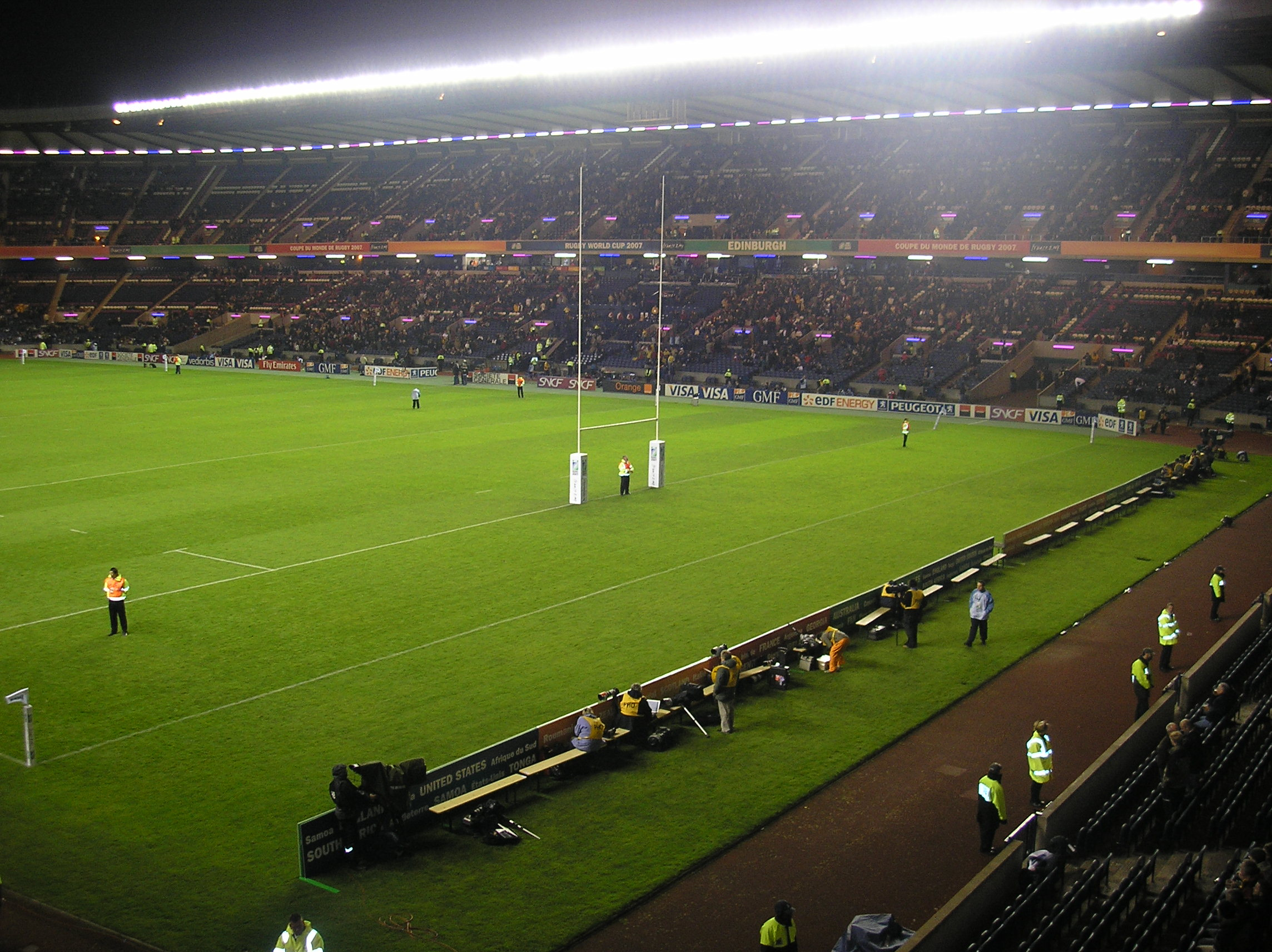
Stadion Murrayfield

Reprezentacja Szkocji rozgrywa spotkania na obiekcie należącym do Szkockiego Związku Rugby. Stadion został zbudowany w 1925, a zmodernizowany w 1995. Inauguracyjny mecz na tym obiekcie odbył się 21 marca 1925 roku przeciwko reprezentacji Anglii.

## Trenerzy
| Imię i nazwisko | Lata pracy | Liczba gier | Wygrane | Zremisowane | Przegrane | % wygranych |
| --------------- | ---------- | ----------- | ------- | ----------- | --------- | ----------- |
| Bill Dickinson  | 1971–1977  | 27          | 14      | 0           | 13        | 51.8        |
| Nairn McEwan    | 1977–1980  | 14          | 1       | 2           | 11        | 7.14        |
| Jim Telfer      | 1980–1985  | 33          | 13      | 2           | 18        | 39.4        |
| Derrick Grant   | 1986–1988  | 13          | 8       | 1           | 4         | 61.5        |
| Ian McGeechan   | 1988–1993  | 39          | 20      | 1           | 18        | 51.3        |
| Jim Telfer      | 1994–1999  | 53          | 21      | 2           | 30        | 39.6        |
| Ian McGeechan   | 2000–2003  | 43          | 18      | 1           | 24        | 41.9        |
| Matt Williams   | 2003–2005  | 17          | 3       | 0           | 14        | 17.6        |
| Frank Hadden    | 2005–2009  | 41          | 16      | 0           | 25        | 39          |
| Andy Robinson   | 2009–2012  | 35          | 15      | 1           | 19        | 43          |
| Scott Johnson   | 2012–2014  | 16          | 5       | 0           | 11        | 31          |
| Vern Cotter     | 2014–2017  | 36          | 19      | 0           | 17        | 52.78       |
| Gregor Townsend | 2017–      | 71          | 39      | 1           | 31        | 54.93       |